# Elaea somalica
Elaea somalica är en bönsyrseart som beskrevs av Schulthess 1898. Elaea somalica ingår i släktet Elaea och familjen Mantidae. Inga underarter finns listade i Catalogue of Life.